# Вища освіта в Ірані

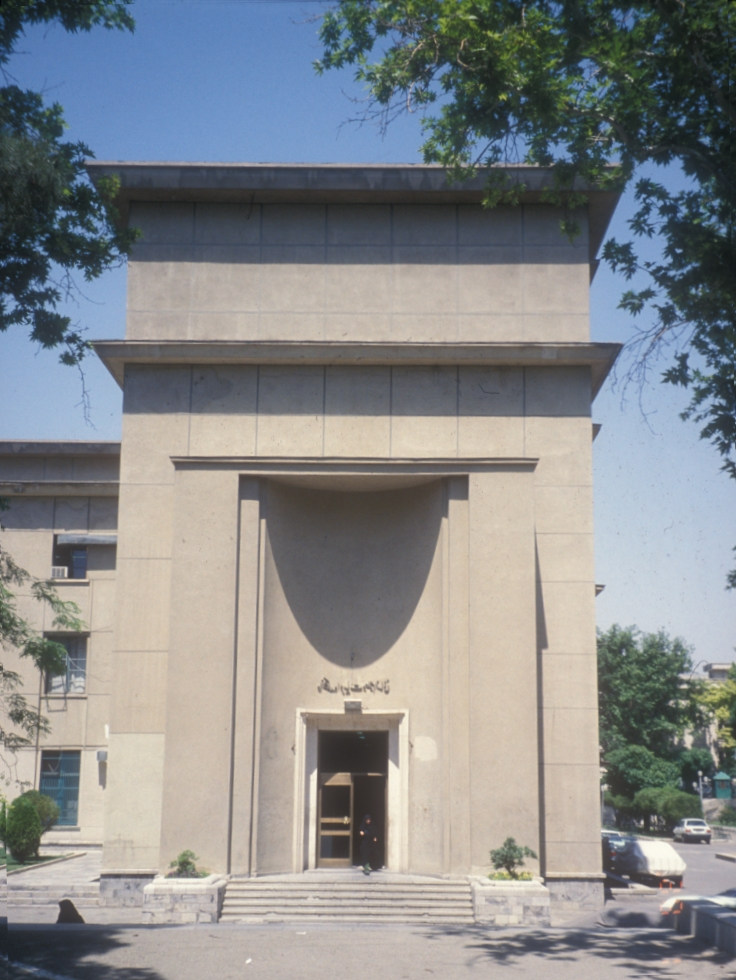
Гуманітарний коледж Тегеранського університету

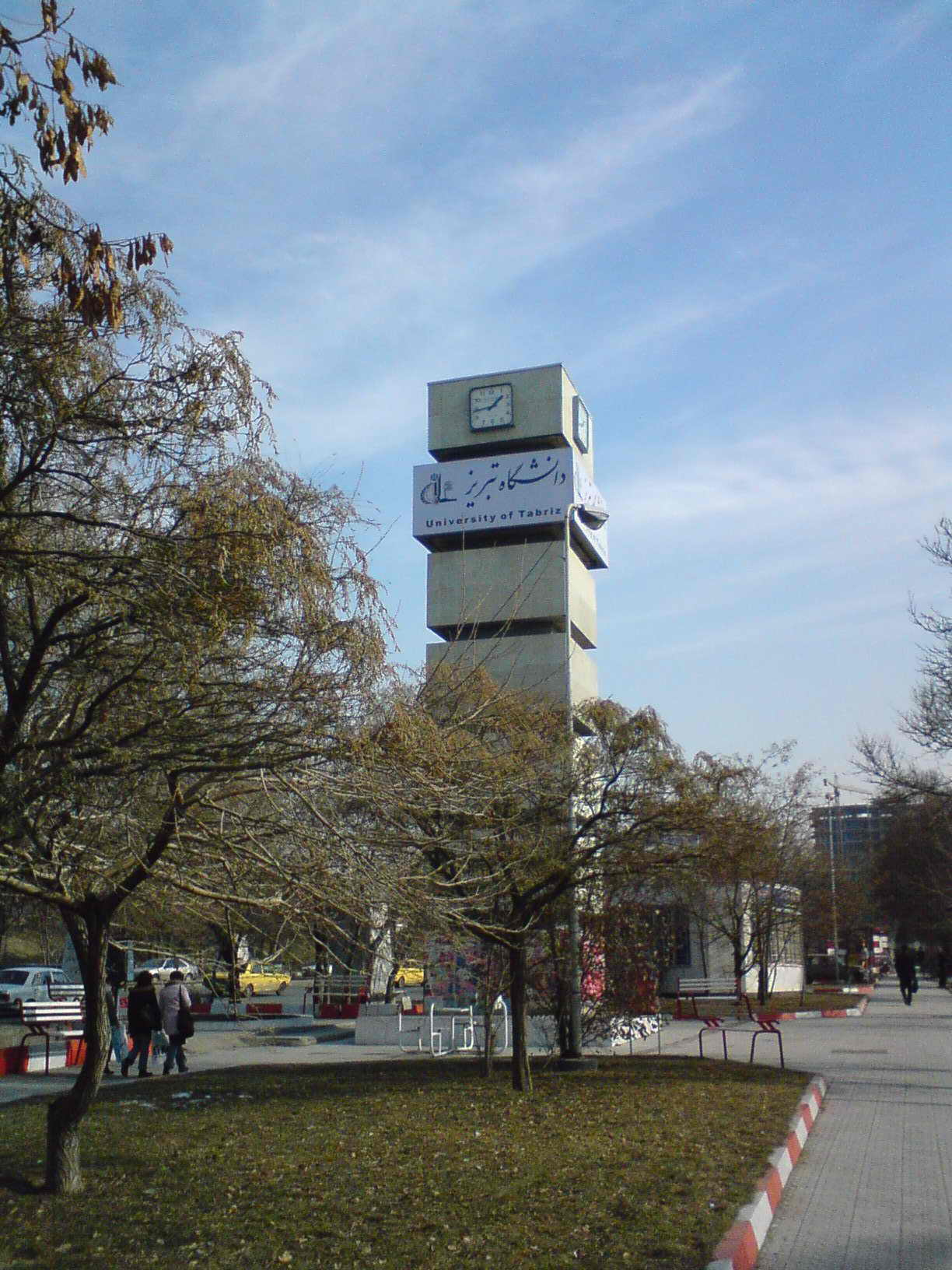
Тебризький університет

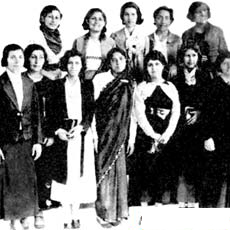
Перші жінки Ірану, які вступили до університету.

Іран має велику мережу приватних і громадських університетів, що пропонують ступені в галузі вищої освіти (перс. آموزش عالی در ایران). Державні університети Ірану перебувають у безпосередньому підпорядкуванні іранського Міністерства науки, досліджень і технологій (немедичні ЗВО) і Міністерства охорони здоров'я і медичної освіти (медичні ЗВО). Згідно зі статтею 3 Конституції Ісламської Республіки Іран, Іран гарантує «безплатну освіту і фізичну підготовку для всіх на всіх рівнях, а також сприяння і розширення вищої освіти».

## Коротка історія
Вища освіта ірано-мусульманській культурі має багате минуле. Амір-Кабір був першим, хто послав іранських студентів за кордон. Крім того, створивши 1851 року Дар ул-Фунун, він запросив викладати на технічних факультетах цієї установи іноземних фахівців. Тегеранський, а також низка інших університетів і закладів вищої освіти були сформовані вже після утворення Дар ул-Фунун. З прийняттям 1934 року закону, що дозволяє створення в Тегерані університету, Тегеранський університет був визнаний основним центром вищої освіти в Ірані. У лютому 1967 року було створено Міністерство культури і вищої освіти. Вже після перемоги Ісламської революції в квітні 1980 року Революційною радою було схвалено проєкт закону про створення Вищої ради з питань культури і вищої освіти. Слідом за цим на вимогу революційного студентства наказом Великого лідера ісламської революції імама Хомейні було сформовано Штаб культурної революції, що мав на меті масштабний розвиток мережі університетів у країні. Цей штаб взяв на себе провідну роль у справі вироблення політики країни в сфері культури й освіти. У серпні 1985 року з прийняттям закону «Про створення Міністерства охорони здоров'я і медичної освіти» всі прерогативи, обов'язки та зони відповідальності Міністерства культури і вищої освіти в галузі медичної освіти були передані новому міністерству. 22 квітня 2000 року Міністерство культури і вищої освіти було перейменовано в Міністерство науки, досліджень і технологій Ірану .

## Керівні органи системи вищої освіти Ірану

### Вища рада культурної революції
Основні обов'язки Вищої ради культурної революції як верховного органу, що відповідає за вироблення стратегій та планування у сфері вищої освіти, такі:
1. Розширення впливу культури ісламу в різних прошарках суспільства, зміцнення основ культурної революції і підвищення загального рівня культури.
2. Розвиток університетів і шкіл, а також центрів культури і мистецтва на базі правильної ісламської культури, збільшення числа і підтримка грамотних фахівців, кваліфікованої робочої сили, відданих справі ісламу і незалежності викладачів, наставників і вчителів.
3. Популяризація грамотності, а також застосування корисних досягнень і світового досвіду для досягнення незалежності в галузі науки і культури.
4. Збереження, відродження та презентація пам'яток ісламської і національної спадщини.

### Міністерство культури і вищої освіти Ірану (Міністерство науки, досліджень і технологій)
Міністерство культури і вищої освіти було створено 8 березня 1979 року шляхом злиття Міністерства науки і вищої освіти і Міністерства культури і мистецтва. Відповідно до закону, основні обов'язки Міністерства культури і вищої освіти такі:
1. Постановка базових завдань, пропозиція загальних стратегій і планування на всіх рівнях сфер освіти і наукових досліджень, а також забезпечення узгодження між ними.
2. Визначення загальних принципів складання освітніх і дослідницьких університетських програм.
3. Визначення базових критеріїв для освітньої та дослідницької діяльності університетів, установ вищої освіти і науково-дослідних інститутів.
4. Вироблення загальних стратегій з відправлення студентів за кордон, організація і контроль процесу відправляння, навчання, повернення та працевлаштування студентів, які самостійно або за направленням навчального закладу виїжджають за межі країни для продовження навчання.
5. Визначення критеріїв для наукової оцінки дипломів і дослідницької діяльності зарубіжних університетів і наукових установ.
6. Створення, видача дозволів на створення, оснащення і розвиток будь-якого роду установ вищої освіти і дослідницьких інститутів, а також припинення діяльності або ліквідація будь-якої з них за згодою Ради з розповсюдження вищої освіти.

### Університети і заклади вищої освіти
Університетами, закладами вищої освіти і науково-дослідними інститутами керують піклувальні ради. На підставі закону від 14 березня 1989 року, Вища рада культурної революції формує піклувальні ради університетів і закладів вищої освіти в такому складі:
1. Міністр
2. Ректор університету
3. 4—6 діячів науки і культури або громадських діячів місцевого або загальнонаціонального масштабу, що грають помітну роль у розвитку відповідного університету.
4. Керівник або представник керівника Організації бюджетного планування. Керівництво піклувальною радою університету покладається на міністра культури і вищої освіти або на міністра охорони здоров'я і медичної освіти. Секретарем піклувальної ради є ректор університету.

## Напрямки в системі вищої освіти Ірану
Освітні центри, що діють в системі вищої освіти Ірану, відносяться до таких напрямків:

### Державний сектор
В даний час під егідою Міністерства науки, досліджень і технологій діють 54 університети та установи вищої освіти. Міністерство відповідає за вироблення стратегій, планування, керівництво навчальним процесом, нагляд і атестацію, видачу дозволів на створення і розширення, а також вибір навчальних курсів і напрямків цих установ.
Крім згаданих університетів і закладів вищої освіти з метою посилення професійно-технічної освіти, а також виховання кваліфікованих людських ресурсів, необхідних у промисловому, гірничодобувному, сільськогосподарському секторах і в сфері обслуговування, 1992 року було створено Загальний науково-практичний університет.

### Недержавний сектор
З метою збільшення частки участі суспільства в наданні послуг у сфері вищої освіти та зменшення фінансового навантаження держави в цій галузі, а також внаслідок зростання запитів суспільства на отримання вищої освіти, в Ірані в недержавному секторі були створені університети та інші установи таких типів:
1. Вільний ісламський університет. Перший після Ісламської революції недержавний університет був створений 1982 року і отримав назву Вільний ісламський університет. У перші роки своєї діяльності Вільний ісламський університет розвивався за рахунок інфраструктури (земля, будівлі, обладнання, аудиторії), наданої в його розпорядження керівниками регіонів і благодійниками. В даний час[коли?] цей університет діє в 110 містах країни.
2. Недержавні некомерційні установи вищої освіти. Досвід Вільного ісламського університету, зростання запитів молоді на здобуття вищої освіти, а також прагнення недержавного сектора брати участь у системі вищої освіти країни призвели до того, що 1985 року Вища рада культурної революції прийняла закон про створення недержавних некомерційних університетів і закладів вищої освіти.

### Дистанційне (віддалене) навчання
1987 року було створено університет Паяме нур, що має особливу, відмінну від освітньої системи наявних університетів, структуру. Метою створення цього університету було підвищення освітнього і культурного рівня суспільства, поширення вищої освіти в найвіддаленіших куточках країни, можливість доступу до системи вищої освіти більшого числа здібних абітурієнтів, створення можливостей для продовження освіти абітурієнтами, які працюють чи одружені, часткове задоволення потреб суспільства у фахівцях, а також ефективне використання інтелектуального потенціалу. Університет має 147 центрів по всій країні. Кількість студентів університету в 1998/1999 навчальному році перевищила 146 990 осіб.

## Прийом студентів

### Прийом студентів у державному секторі
Зважаючи на величезну кількість охочих вступити до державних університетів та закладів вищої освіти з метою реалізації соціальної справедливості, відбору найдостойніших студентів і надання можливості отримання вищої освіти тільки здатним абітурієнтам, прийом студентів на напрями бакалаврату та магістратури здійснюється централізовано, а в аспірантуру — централізовано і напівцентралізовано. Відповідно до стандартів проведення загального іспиту для вступу до університетів та закладів вищої освіти абітурієнти повинні скористатися квотою того регіону, в якому вони здобули середню освіту (регіональна трирівнева квота, квота для інвалідів війни, квота для членів сімей воїнів, загиблих під час війни, квота учасників бойових дій і квота військовополонених). Абітурієнти, які скористалися квотами, згідно з чинними правилами, беруть на себе зобов'язання щодо майбутнього працевлаштування.

### Прийом студентів у недержавному секторі
Навчання у Вільному ісламському університеті ведеться в денній і вечірній формах. Цей університет проводить три самостійних прийомних іспити (під час вступу на медичні спеціальності, під час вступу на інші спеціальності за винятком медичних, під час вступу на вечірню форму навчання).

## Рівні вищої освіти
В Ірані існують такі рівні вищої освіти: спеціалітет, бакалаврат, магістратура, ординатура і аспірантура.
Спеціалітет: кількість модулів 68—72, термін навчання, як правило, 2 роки.
Бакалаврат: кількість модулів 130—145, термін навчання, як правило, 4 роки.
Магістратура: кількість модулів у незалежній магістратурі — 28—32, у безперервній магістратурі — 172—182, термін навчання в безперервній магістратурі — 6 років, у незалежній магістратурі — 2 роки.
Аспірантура: кількість модулів 42—50 (освітні та дослідницькі), термін навчання — 4/5 років.

## Навчальні програми
Планування в системі вищої освіти Ірану покладено на Вищу раду з планування, до складу якої входять 9 груп планування, 68 спеціалізованих комітетів, 3 постійних комісії та близько 470 членів. Процес навчання в університетах і закладах вищої освіти організований за модульним принципом, у рамках якого обсяг кожної дисципліни оцінюється виходячи з кількості модулів у ній, а вибір студентів у межах однієї дисципліни обмежується самою цією дисципліною. Власники диплома про повну загальну середню освіту після успішного проходження підготовчого курсу можуть вступати до університетів та інших закладів вищої освіти.
У бакалавраті дисципліни будь-якого напряму за змістом поділяються на 4 групи: загальні, базові, основні та спеціальні. Університетські дисципліни переважно мають обов'язковий, а частково елективний характер. 2000 року університетам було надано прерогативи щодо планування навчального процесу.

## Наукові співробітники
Власники диплома кандидата наук, незалежно від статі і релігійної приналежності (мусульманин, християнин, іудаїст, зороастрієць), можуть бути прийняті на роботу в університети та інші заклади вищої освіти. Співробітники дослідних установ зобов'язані займатися дослідницькою роботою від 24 до 36 годин на тиждень[прояснити]. Крім того, не більше 4 годин з цього часу вони можуть витрачати на викладацьку діяльність.